# Лекюр, Ролан
Ролан Лекюр (фр. Roland Lescure; род. 26 ноября 1966, XI округ Парижа) — французский политический и государственный деятель, член партии «Возрождение».

## Биография
Родился 26 ноября 1966 года в 11-м округе Парижа, провёл детство в Монтрёй. Сын журналиста L’Humanité Франсуа Лекюра и профсоюзной активистки RATP. Окончил парижскую Политехническую школу и Национальную школу статистики и экономического управления. Завершил своё высшее образование в Лондонской школе экономики и политических наук. Начал профессиональную карьеру с работы в аппарате Министерства экономики и финансов с 1992 по 1997 год, затем работал в Национальном институте статистики и экономических исследований Франции и позднее ушёл в частный бизнес. С 2009 года занимал должность вице-президента Квебекского фонда инвестиций и депозита в Канаде.

### Политическая карьера
В 2017 году при поддержке новой макронистской партии «Вперёд, Республика!» избран в Национальное собрание Франции от 1-го округа для французов, проживающих за рубежом, победив с убедительным результатом 79,73 % во втором туре кандидата от партии «Республиканцы» Фредерика Лефевра. В 2022 году переизбран, получив во втором туре 55,63 % и опередив кандидатку левого блока NUPES Флоранс Роже.
В течение всего срока полномочий текущего созыва парламента возглавлял Комиссию Национального собрания по экономическим делам.
4 июля 2022 года при формировании второго правительства под председательством Элизабет Борн назначен министром-делегатом промышленности.
8 февраля 2024 года назначен министром-делегатом промышленности и энергетики в правительстве Атталя.
30 июня и 7 июля 2024 года состоялись досрочные парламентские выборы, принесшие Лекюру новую победу в прежнем округе — представляя президентскую коалицию «Вместе», во втором туре он набрал 54,25 % голосов избирателей, оставив позади кандидата Союза левых Усаму Лариши.
19 июля 2024 года избран одним из шести заместителей председателя Национального собрания.
21 сентября 2024 года сформировано правительство Барнье, в котором Лекюр не получил никакого назначения.

## Личная жизнь
Ролан Лекюр женат на уроженке Ирландии, которую встретил в 1990-е годы в Брюсселе; в их семье есть трое детей.

## Труды
- Nos totems et nos tabous : dépassons-les !, Éditions de l’Aube, 2021, 200p